# Evropská silnice E013
Evropská silnice E013 je mezinárodní silniční trasa třídy B, která se nachází pouze v Kazachstánu. Vede mezi městy Sary-Ozek a Koktal. Její celková délka je 178 km.

## Trasa

### KazachstánKazachstán
Sary-Ozek – Koktal